# Número altamente poderoso
En teoría de números, un número altamente poderoso (o también número muy poderoso) es un número entero positivo que satisface una propiedad introducida por el matemático indocanadiense Mathukumalli V. Subbarao. El conjunto de números altamente poderosos es un subconjunto propio del conjunto de los números poderosos.
Sea prodex(1) = 1, y sea {\displaystyle n} un entero positivo, tal que
{\displaystyle n=\prod _{i=1}^{k}p_{i}^{e_{p_{i}}(n)}}
donde {\displaystyle p_{1},\ldots ,p_{k}} son {\displaystyle k} números primos distintos en orden creciente y {\displaystyle e_{p_{i}}(n)} es un entero positivo para {\displaystyle i=1,\ldots ,k}. Entonces, se define 
{\displaystyle \operatorname {prodex} (n)=\prod _{i=1}^{k}e_{p_{i}}(n)}. (sucesión A005361 en OEIS)
El entero positivo {\displaystyle n} se define como un número altamente poderoso si y solo si, para cada entero positivo {\displaystyle m,\,1\leq m<n} implica que {\displaystyle \operatorname {prodex} (m)<\operatorname {prodex} (n).}
Los primeros 25 números altamente poderosos son: 1, 4, 8, 16, 32, 64, 128, 144, 216, 288, 432, 864, 1296, 1728, 2592, 3456, 5184, 7776, 10368, 15552, 20736, 31104, 41472, 62208, 86400. (sucesión A005934 en OEIS)